# سیارک ۳۵۲۶۸
سیارک ۳۵۲۶۸ (به انگلیسی: 35268 Panoramix، نامگذاری:1996QY)۳۵۲۶۸مین سیارک کشف شده‌است که در ۱۹ اوت ۱۹۹۶ کشف شد.